# Carlos Luis de Borbón
Carlos Luis de Borbón y Braganza (ur. 31 stycznia 1818, zm. 13 stycznia 1861) – karlistowski pretendent do tronu Hiszpanii jako Karol VI po tym jak jego ojciec Carlos María Isidro, hrabia Molina abdykował w 1845. Wtedy też przyjął tytuł hrabiego Montemolín.
Urodził się w Pałacu Królewskim, w Madrycie jako najstarszy syn Carlos Maríi Isidra i jego pierwszej żony – Marii Franciszki de Bragança. Jego pretensje do tronu doprowadziły do drugiej wojny karlistowskiej (1847–1849). Próba przedostania się do Hiszpanii skończyła się niepowodzeniem i Carlos Luis został aresztowany przez władze francuskie i wydalony do Anglii. Tam rezygnuje ze swoich pretensji do tronu, które przejmuje jego młodszy brat Don Juan, hrabia Montizón.
Po zerwaniu zaręczyn przez Angielkę Adelinę de Horsey, 10 lipca 1850, w Pałacu Królewskim w Casercie, Carlos Luis poślubił Marię Karolinę Sycylijską (ur. 1820), córkę króla Obojga Sycylii – Franciszka I i hiszpańskiej infantki Marii Izabeli. W 1855, po śmierci ojca, Carlos Luis otrzymał od hiszpańskiej pary królewskiej (Izabeli II i jej męża don Francisca de Asís) propozycję objęcia tronu hiszpańskiego po ich abdykacji. Miało się to wiązać z małżeństwem jego spodziewanego męskiego potomka z córką pary królewskiej – księżną Asturii Izabelą. Ten plan był od samego początku nierealny z powodu silnej opozycji wewnętrznej i zewnętrznej, więc nie został wprowadzony w życie. W 1860 razem ze swoim najmłodszym bratem Don Fernando wylądował w Sant Carles de la Rápita w Katalonii, aby rozpocząć nowe powstanie karlistowskie. Zostało ono jednak szybko stłumione a obaj bracia uwięzieni a później zostali uwolnieni za cenę zrzeczenia się praw do tronu i zobowiązanie do niepopierania ruchu karlistowskiego. Po wydostaniu się z więzienia pod naciskiem macochy Maríi Teresy odwołują złożoną przysięgę. W 1861 Carlos i jego żona Maria Karolina niespodziewanie umierają na dżumę, wkrótce umiera też jego brat Fernando. Cała trójka została pochowana w Trieście, w kaplicy świętego Karola Boromeusza w Basilica di San Giusto. Politykę Carlosa kontynuował jego drugi brat – Don Juan, hrabia Montizón.